# Saint-Maurice, Valais

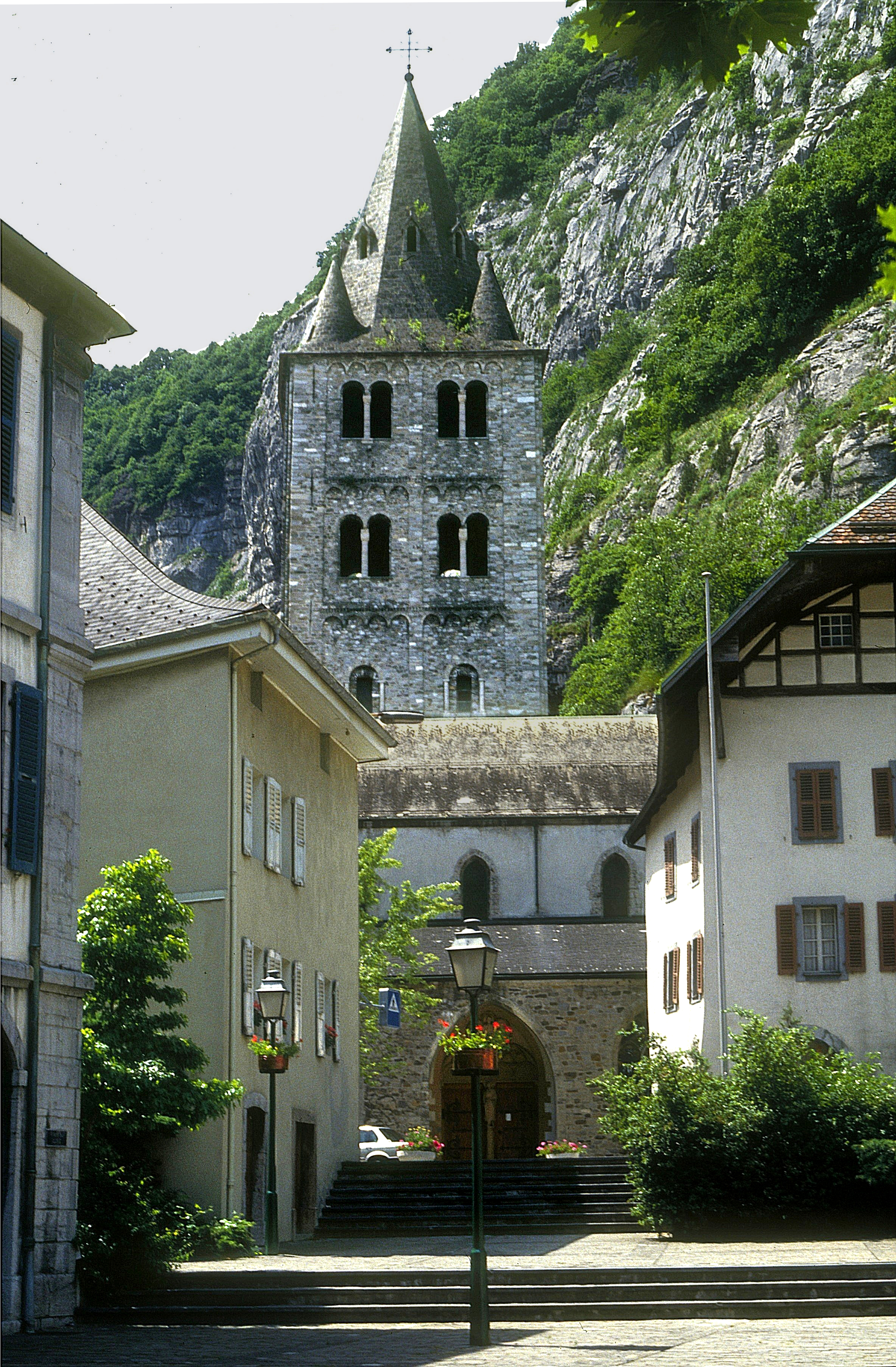
Klosterkyrkan.

Saint-Maurice (även: Saint-Maurice d'Agaune) är en stad och kommun i distriktet Saint-Maurice i kantonen Valais i Schweiz. Kommunen har 4 574 invånare (2023).
Saint-Maurice ligger vid ett smalt ställe av Rhônedalen, cirka 10 kilometer norr om Martigny. Den är bland annat känd för sitt gamla och ännu aktiva kloster.
Den 1 januari 2013 inkorporerades kommunen Mex in i Saint-Maurice.

## Historia
Orten är känd sedan cirka år 200 som tullstället Acaun[ensis] [quadragesimae] Gal[liarum], senare Acaunum eller Agaunum, (franska: Agaune). Enligt helgonlegenden led den Helige Mauritius och andra kristna ur den tebaiska legionen martyrdöden här på den romerska kejsaren Maximianus regeringstid (286–310). Redan på 360-talet lät Theodor, Valais första biskop, bygga en basilika till deras ära. År 515 grundade den senare Burgunderkungen Sigismund ett kloster med stora jordegendomar.
Orten erövrades av frankerna år 523 och år 574 trängde lombarder in. År 888 kröntes Rudolf I till kung av Burgund i Acaunum. 940 plundrade saracenerna orten.
År 1034 tillföll Chablais med Saint-Maurice Savojen. Under detta århundrade bytte orten namn från Acaunum till Saint-Maurice. På 1200-talet var staden omgärdad av murar och två borgmästare omtalas. Det fanns en bro över Rhône, som var den sista övergången före Genèvesjön. År 1317 bekräftade Amadeus V av Savojen stadens rättigheter. Då fanns cirka 1 600 invånare.
Under 1800-talet befästes staden och den avsågs att bli en stödjepunkt om Schweiz skulle dras in i andra världskriget.

## Transporter
Staden har anslutning till motorvägen N9. Vid järnvägsstationen stannar regional- och interregio-tåg mot Martigny, Lausanne och Saint-Gingolph.

## Demografi
Kommunen Saint-Maurice har 4 574 invånare (2023). En majoritet (86,5 %) av invånarna är franskspråkiga (2014). 67,5 % är katoliker, 6,7 % är reformert kristna och 25,8 % tillhör en annan trosinriktning eller saknar en religiös tillhörighet (2014).
| Befolkningsutvecklingen i Saint-Maurice 1798–2020 | Befolkningsutvecklingen i Saint-Maurice 1798–2020 | Befolkningsutvecklingen i Saint-Maurice 1798–2020 | Befolkningsutvecklingen i Saint-Maurice 1798–2020 | Befolkningsutvecklingen i Saint-Maurice 1798–2020 |
| ------------------------------------------------- | ------------------------------------------------- | ------------------------------------------------- | ------------------------------------------------- | ------------------------------------------------- |
|                                                   |                                                   |                                                   |                                                   |                                                   |
| År                                                |                                                   |                                                   | Folkmängd                                         |                                                   |
| 1798                                              | 1798                                              |                                                   | 830                                               |                                                   |
| 1850                                              | 1850                                              |                                                   | 1 224                                             |                                                   |
| 1860                                              | 1860                                              |                                                   | 1 543                                             |                                                   |
| 1870                                              | 1870                                              |                                                   | 1 638                                             |                                                   |
| 1880                                              | 1880                                              |                                                   | 1 637                                             |                                                   |
| 1888                                              | 1888                                              |                                                   | 1 637                                             |                                                   |
| 1900                                              | 1900                                              |                                                   | 2 162                                             |                                                   |
| 1910                                              | 1910                                              |                                                   | 2 213                                             |                                                   |
| 1920                                              | 1920                                              |                                                   | 2 539                                             |                                                   |
| 1930                                              | 1930                                              |                                                   | 2 569                                             |                                                   |
| 1941                                              | 1941                                              |                                                   | 2 699                                             |                                                   |
| 1950                                              | 1950                                              |                                                   | 2 728                                             |                                                   |
| 1960                                              | 1960                                              |                                                   | 3 196                                             |                                                   |
| 1970                                              | 1970                                              |                                                   | 3 808                                             |                                                   |
| 1980                                              | 1980                                              |                                                   | 3 458                                             |                                                   |
| 1990                                              | 1990                                              |                                                   | 3 731                                             |                                                   |
| 2000                                              | 2000                                              |                                                   | 3 596                                             |                                                   |
| 2010                                              | 2010                                              |                                                   | 4 153                                             |                                                   |
| 2020                                              | 2020                                              |                                                   | 4 518                                             |                                                   |
|                                                   |                                                   |                                                   |                                                   |                                                   |

## Kultur

### Sevärdheter
Klosterkyrkan har anor från 1000-talet men har byggts om och renoverats flera gånger. Här finns en betydelsefull medeltida kyrkoskatt.

### Klostret
Abbaye de Saint-Maurice följer Augustinus regel och antas vara det kloster i Västeuropa som varit bebott kontinuerligt sedan längst tid. Som ett av få återstående romersk-katolska territorialkloster (abbatia territorialis) har dess abbot en biskopsliknande funktion i omgivningen och deltar i Schweiz biskopsmöte. En klosterskola, Collège de l'Abbaye, är känd sedan medeltiden. Den erkändes av kantonen Valais år 1806 och bedrivs nu som gymnasium med 950 elever, delvis i internat.